# Chamser Kangri
Der Chamser Kangri ist ein Gipfel im indischen Unionsterritorium Ladakh.
Der in der Rupshu-Region im Osten von Ladakh gelegene Chamser Kangri ist mit 6622 m Höhe die zweithöchste Erhebung der Gebirgsgruppe Thalda Kurmi, die sich östlich des 4522 m hoch gelegenen Sees Tsomoriri erhebt. 3,5 km südlich des Chamser Kangri befindet sich der geringfügig höhere Gipfel Lungser Kangri (6666 m).
Eine Besteigung des Chamser Kangri im Jahr 1995 von Süden über den Südwestgrat ist im Himalaya-Index dokumentiert.
Der Chamser Kangri besitzt noch einen Nordgipfel (6004 m) und einen Südgipfel (6179 m).
Der Berg gilt als technisch unschwierig.